# Gasoline Alley (álbum)
Gasoline Alley es el segundo álbum de estudio del cantante británico Rod Stewart, publicado en junio de 1970 en los Estados Unidos y en septiembre del mismo año en el Reino Unido, a través de Mercury y Vertigo Records respectivamente. 
Al igual que su disco debut incluyó diversos géneros musicales como el rock and roll y el rhythm and blues, y a su vez algunos covers. De igual manera que An Old Raincoat Won't Ever Let You Down, participaron algunos de sus compañeros en Faces en la grabación.
Alcanzó el puesto 27 en la lista estadounidense Billboard 200 y además fue su primer disco en entrar en los UK Albums Chart del Reino Unido, en la posición 62.

## Lista de canciones
| N.º | Título                                            | Escritor(es)                            | Duración |  |
| 1.  | «Gasoline Alley»                                  | Stewart, Ronnie Wood                    | 4:02     |  |
| 2.  | «It's All Over Now» (cover de The Rolling Stones) | Bobby Womack, Shirley Jean Womack       | 6:22     |  |
| 3.  | «Only a Hobo» (cover de Bob Dylan)                | Bob Dylan                               | 4:13     |  |
| 4.  | «My Way of Giving» (cover de Small Faces)         | Wood, Steve Marriott                    | 3:55     |  |
| 5.  | «Country Comfort» (cover de Elton John)           | Elton John, Bernie Taupin               | 4:42     |  |
| 6.  | «Cut Across Shorty» (cover de Eddie Cochran)      | Wayne P. Walker, Marijohn Wilkin        | 6:28     |  |
| 7.  | «Lady Day»                                        | Stewart                                 | 3:57     |  |
| 8.  | «Jo's Lament»                                     | Stewart                                 | 3:24     |  |
| 9.  | «You're My Girl (I Dont Want to Discuss it)»      | Dick Cooper, Beath Beatty, Ernie Shelby | 4:27     |  |

| Pista adicional en reedición de 1988 |                                        |          |  |
| N.º                                  | Título                                 | Duración |  |
| 10.                                  | «It's All Over Now» (versión sencillo) | 3:54     |  |

## Músicos
- Rod Stewart: voz y guitarra en «Jo's Lament»
- Ronnie Wood: guitarra, guitarra acústica y bajo
- Ronnie Lane: bajo adicional y voz en «My Way of Giving» y «Country Comforts»
- Ian McLagan: teclados
- Mick Waller: batería